# 米国法における移動の自由
米国法おける移動の自由は（べいこくほうにおけるいどうのじゆう）は、第一次的には合衆国憲法4条2節1項（各々の州の市民は、他州において、その州の市民が享有するすべての特権および免除を等しく享有する権利を有する。）が宣言する特権及び免除条項により保障される。巡回裁判所によるコーフィールド対コーイェル事件判決（1823年）6 Fed. Cas. 546以来、移動の自由は憲法上の基本権として司法的に承認されてきた。ポール対バージニア事件判決（1869年）において、裁判所は移動の自由を他州に立ち入り、また退去する自由の権利であると判示した。

しかしながら、合衆国最高裁判所は連邦政府に移動の自由を保護する権限を授権しなかった。特権及び免除条項の下ではこの権限は各州に与えらえており、最高裁が本件で採用した立場はウォード対メリーランド州事件（1871年）スローターハウス事件（1873年）、合衆国対ハリス事件（1883年）でも一貫して維持されてきた。

## 米国内の旅行の自由

### 憲法上の自由
連合規約において早くも、大陸会議は移動の自由を認めていた（第4条）が、合衆国憲法起草時にはこの権利は明示的な列挙を必要としないほど基本的なものだと考えられていた。
最高裁はクランドール対ネバダ州事件判決 73 U.S. 35 (1868)において移動の自由は基本的な権利でありした従って諸州は人民が当該州を退去することを課税によって禁止できないと判示した。合衆国対ホイーラー事件判決において最高裁は、憲法が連邦政府に移動の自由を保護する権能の与えていないという立場を繰り返し表明した。しかし本件は他のインパクトを与えた。永年、憲法上の「特権と免除」条項のルーツは漠然とした定まっていなかった。
1823年にコーフィールド対コーイェル事件の巡回裁判所はこの条項がカバーする権利（基本的なものもそうでないものもある）のリストを示した。合衆国対ホイーラー事件はこれを劇的に変化させた。それは旅行の権利を特権免除条項が保証する権利として位置づけた最初の事案だった。
連合規約の第4条から派生した条項を解釈することにより、判例はコーフィールド対コーイェル事件判決に列挙されたものよりも狭い権利のセットを提示したが、それらの権利を完全に基本的なものとしてより明確に定義した。最高裁は、数年以内に合衆国対ホイーラー事件の解釈を拒否し始めた。最終的に、1966年の合衆国対ゲスト事件において、最高裁は、連邦政府は州の侵害に対してのみ旅行する権利を保護できるというホワイト長官の法廷意見を覆した。
最高裁は、クランドール対ネバダ州事件が自動車の運転などの特定の移動手段を使用する権利を認めたものではないことを明確に判示した。ヘンドリック対メリーランド州事件（1915年）では、上訴人は、移動の自由の侵害としてメリーランド州の自動車法を無効にするよう裁判所に求めた。最高裁は、上訴人の主張の「確固たる基盤がない」と判断し、「この問題を対象とする連邦法がない場合、州は高速道路の運用について公安と秩序に必要な統一規則を正当に規定することができる」と裁判官の全員一致で判示した。
最高裁はまた、Saenzv対Roe事件で旅行する権利に関する新たな判断を示した。本件ではジョン・ポール・スティーブンス判事が起案した法廷意見は、合衆国憲法は州間を移動する権利の3つの別々の側面を保護していると判示した。
（1）ある州に出入りする権利（連合規約からの歴史的沿革有する固有の権利）、
（2）敵対的な見知らぬ人ではなく歓迎された訪問者として扱われる権利
（3）（州の恒久的な住民となる人が）当該州に生まれた市民と平等に扱われる権利（この権利は第14修正の特権免除条項によっても保護される）。スティーブンス判事は、「第14修正の特権免除条項は、この条項が旅行する権利の3番目の要素を保護するという共通の根拠である」と述べた。

### マン法
他の関連諸法と共に1910年に制定されたマン法（白人奴隷取引法）は同意を伴う婚外交渉と解される「不道徳な目的」のための女性の州間移送を禁止した。この法律はよりコントラバーシャルではない事案に加えて連邦政府が当局の注意をいくつかの理由で引く未婚カップルを起訴することを許した。 ( ジャック・ジョンソン)や左翼的な人々(e.g. チャーリー・チャップリン) この法律は現在ではジェンダー中立的なものに修正され法定強姦や売春などの違法行為にのみ適用されている。

### 関連事項
裁判所が移動の自由に強力な憲法上の保障を与えたとは広範な影響を及ぼした。たとえば、最高裁判所は、旅行する権利に対する容認できない負担として、ある法域内に少なくとも1年間居住していなかった個人への福祉手当の支払いに関する州の禁止を覆した。(Shapiro v. Thompson, 394 U.S. 618 (1969))

移動の自由に対する強い権利は、さらに広範囲にわたる影響を与える可能性がある。最高裁判所は、移動の自由は結社の自由および表現の自由と密接に関連していることを認めている。旅行する権利に対する強力な憲法上の保護は、中絶の権利を制限し、同性結婚の承認を禁止または拒否し、反犯罪または消費者保護法、連邦主義の現在の裁判所で作られた概念を弱体化させるかもしれない。